# Rensing (Adelsgeschlecht)

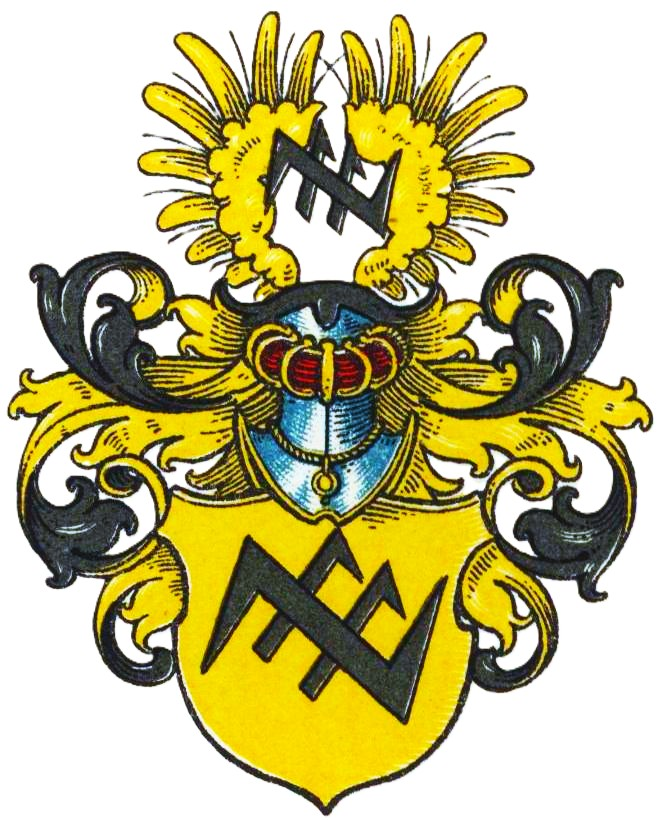
Stammwappen derer von Rensing im Wappenbuch des Westfälischen Adels

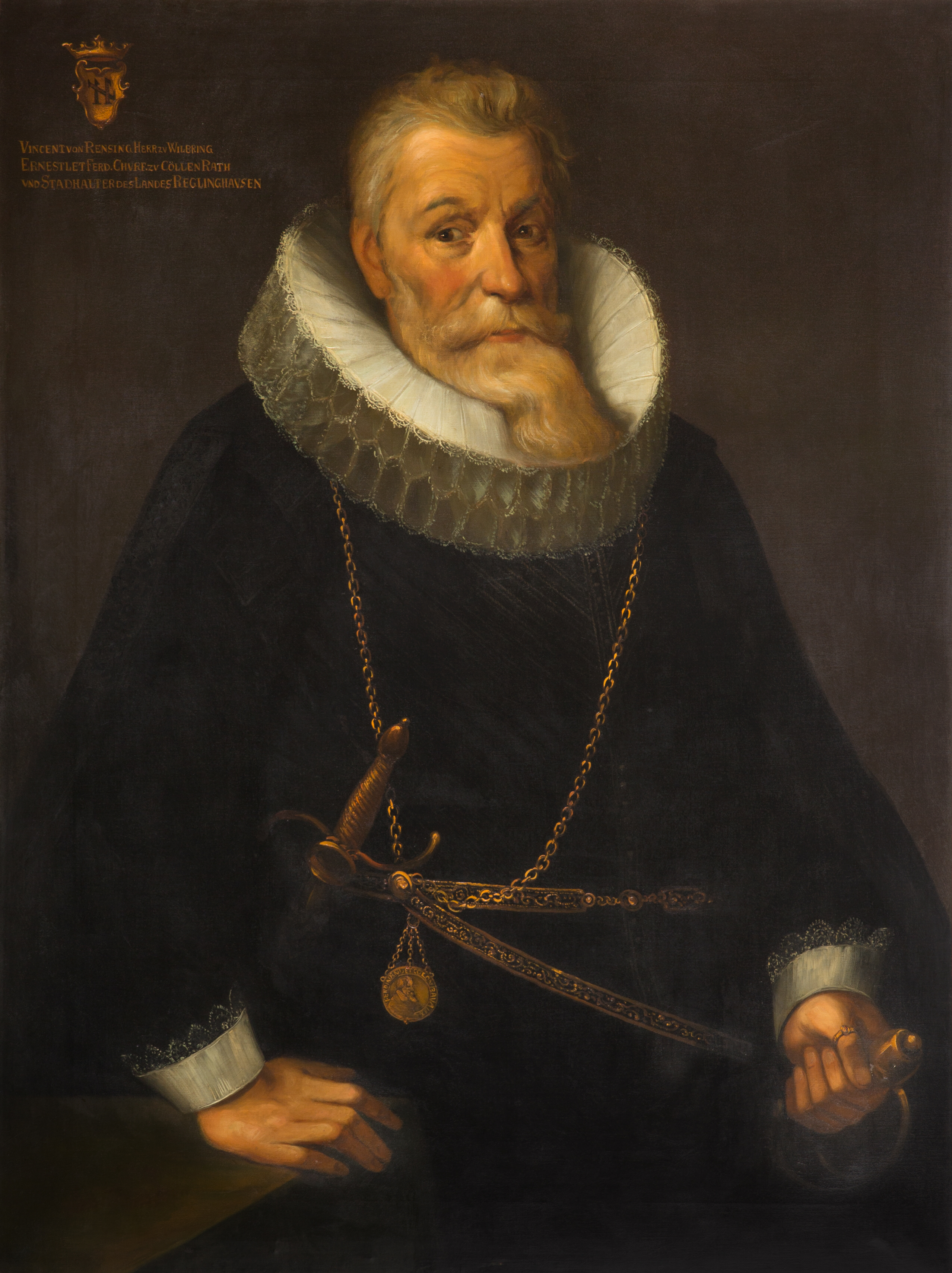
Vincenz von Rensing (1555–1626), kurkölnischer Statthalter im Vest Recklinghausen

Rensing ist der Name eines westfälisch-niederrheinischen Adelsgeschlechts.
Eine Stammesverwandtschaft mit den gleichnamigen wappenähnlichen Rensing, die Anfang des 15. Jahrhunderts in der Warendorfer Gegend ansässig waren und drei (2:1) Wolfsangeln im Schild führten, ist nicht nachgewiesen.

## Geschichte
Die Rensing waren nach Leopold von Ledebur und Ernst Heinrich Kneschke ein Kölner Stadtgeschlecht, das sich auch in die Stadt Dorsten ausbreitete. Tatsächlich war es wohl eher umgekehrt. Bei namentlichen Erwähnungen von Familienmitgliedern wurde das Adelsprädikat „von“ oftmals weggelassen.
Johann Arnold Rensing vom Speckfelde war 1520 Bürgermeister zu Dorsten, Zöllner und Ehrenangehöriger der Schmiedegilde dort. Er wurde auf dem freiadeligen Gut Rensing in der Bauerschaft Speckhorn nördlich von Recklinghausen geboren und war verheiratet mit Johanna von der Horst. Ein Sohn, Wilhelm Rensing der Ältere († 1564), war 1550–1560 Bürgermeister zu Dorsten, Zollkommissar und Ehrenangehöriger der Schmiedegilde. Er heiratete 1546 Agatha Sobbe von Uhlenbrock († 1582). Die Eheleute hatten mindestens vier Söhne.
Von Sohn Johann Rensing stammt das gleichnamige Schöffengeschlecht zu Dorsten.
Ein zweiter namens Sohn Vincenz von Rensing (1555–1626) zu Haus Wilbring war kurkölnischer Statthalter im Vest Recklinghausen und kurkölnischer Geheimer Rat. In erster Ehe war er mit Catharina von Frentrup († 1603), in zweiter Ehe ab 1607 mit Elisabeth von Knipping und in dritter Ehe ab 1625 mit Sibilla von Westerholt verheiratet. Vincenz von Rensing hatte mindestens sechs Kinder:
- Vincenz von Rensing (1555–1626), kurkölnischer Statthalter im Vest Recklinghausen, ⚭ I. Catharina von Frentrup, ⚭ II. 1607 Elisabeth von Knipping, ⚭ III. 1625 Sibilla von Westerholt
  - aus I.: Heinrich Rensing († 1637), Richter des kurkölnischen Hohen Weltlichen Gerichts zu Recklinghausen, ⚭ Catharina Koell, Schwester des Richters Vincenz Koell zu Dorsten
    - Bernhard Rensing († 1668), ab 1643 kurkölnischer Richter zu Recklinghausen, sehr vermögend, ⚭ Catharina Maria Hülsmann († 1669), Tochter des Peter Hülsmann, kaiserlicher Notar und Gerichtsschreiber des Hohen Weltlichen Gerichts zu Köln. Die Eheleute hatten acht Kinder.

  - aus I.: Catharina Rensing ⚭ Henrich von der Horst, Generaleinnehmer in der Veste Recklinghausen
  - aus I.: Christina Agatha Rensing ⚭ Bernhard von Westerholt
  - aus I.: Gottfried Rensing ⚭ Agatha von Wullen zu Datteln
  - aus I.: Johanna Elisabeth Rensing ⚭ N. N. von Edelkirchen
  - aus II.: Reiner/Reinard Rensing († 1629), Richter in Dorsten, ermordet von Johann von Loë, ⚭ 1614 Catharina von Mülheim; alle Kinder kinderlos verstorben
    - Vincenz Rensing
    - Melchior Rensing
    - Joannes Rensing
    - Henricus Rensing

Ein dritter Sohn von den o. g. Eheleute Wilhelm Rensing dem Älteren und Agatha Sobbe von Uhlenbrock war Albertus Rensing, Rheinkommissar zu Rheinberg. Mit seiner namentlich nicht bekannten Ehefrau hatte er fünf Söhne:
- Albertus Rensing, Rheinkommissar, ⚭ N. N.
  - Wilhelm Rensing, Kölner Weinhändler, ⚭ 1616 Agnes Henseler
    - Anna Rensing (* 1616)
    - Arnold Rensing (* 1617) ⚭ 1650 Adelheidt Gummersbach
      - Bernard Rensing (* 1650)
      - Albert Rensing (* 1652) ⚭ I. 1679 Christina Müntz († 1688); ⚭ II. Margaretha Bebbers
        - aus I.: Anna Gertrud Rensing (* 1680)
        - aus I.: Maria Margaretha Rensing (* 1682)
        - aus I.: Christian Albert Rensing (* 1684)
        - aus II.: Maria Sibilla Rensing (* 1689)
        - aus II.: Johann Arnold Rensing (* 1691)
        - aus II.: Christina Rensing (* 1692)
        - aus II.: Anna Maria Rensing (* 1694)
        - aus II.: Albertus Rensing (* 1696)

      - Clara Rensing (* 1655)
      - Wilhelmus Rensing (* 1657)
      - Paulus Rensing (1659–1733), Vikar zu St. Capitol
      - Maria Adelheid Rensing (* 1662)
      - Catharina Rensing (* 1663) ⚭ Joan Aller
      - Joan Gerardt Rensing (* 1668)
      - Anna Rensing (* 1671)
      - Anna Maria Rensing (* 1674)

    - Christina Rensing (* 1619)

  - Johannes Rensing ⚭ I. N. N., ⚭ II. N. N. Averdunck
    - Albert Theodor/Dietrich Rensing ⚭ Lucia Pfitzners/Fitzners
      - Lucia Rensing (* 1656)
      - Albert Rensing (* 1658)
      - Anna Barbara Rensing (* 1663)
      - Anna Maria Rensing (* 1667)
      - Catharina Margaretha Rensing (* 1669)
      - Anton Vincenz Rensing (* 1671)
      - Johann Friedrich Rensing (* 1673)
      - Anna Clara Rensing (* 1674)

    - Henricus Rensing
    - Anna Rensing
    - Clara Rensing

  - Theodor Rensing, Kölner Ratsherr
  - Arnold Rensing ⚭ Barbara Rösberg
    - Vincenz Rensing
    - N. N. Rensing ⚭ zu Danzig

  - Bernhard Rensing auff dem Cator im Eyser Kauffhauss in Cöllen ⚭ Catharina Müttrath
    - Paulus Rensing
    - Christianus Rensing
    - Catharina Rensing ⚭ I. Henricus Greitz/Gries (bis 1668), ⚭ II. Johann Gummersbach (1627–1691), 1650–1689 Kannengießer Zunft-Bannerherr
    - Johannes Rensing

Ein vierter Sohn von den o. g. Eheleute Wilhelm Rensing dem Älteren und Agatha Sobbe von Uhlenbrock war Wilhelm Rensing der Jüngere, kurkölnischer Rheinkommissar zu Kaiserswerth. Dieser war ab 1564 mit Christina Schaaf verheiratet. Die Eheleute hatten fünf Söhne und drei Töchter: Ferdinand Rensing, Kanoniker zu Kaiserswerth, Elisabeth Rensing, Johannes Rensing, ebenfalls Kanoniker zu Kaiserswerth, Maria Rensing, Agatha Rensing, verheiratet mit Sergium Außemius, Albert Rensing (1586–1664), kurkölner geistlicher Rat, Domherr, Dechant zu St. Kunibert und Stiftungsfundator, Wilhelm Rensing, verheiratet in Neuss, und Gerhard Rensing (1590–1668). Letzterer war kaiserlicher und kurkölnischer Hauptmann. Er war ab 1625 mit Christina von Viermund, Tochter von Friedrich von Viermund und Maria von Rorich, verheiratet. Die Eheleute hatten 13 Kinder:
- Gerhard Rensing (1590–1668), kaiserlicher und kurkölnischer Hauptmann, ⚭ 1625 Christina von Viermund
  - Catharina Rensing (* 1626) ⚭ Wilhelm Robertz
  - Gerardus Rensing (1627–1713), kurkölnischer Rat und Syndikus des Hohen Weltlichen Gerichts zu Köln, ⚭ I. Barbara Fabens († 1682), ⚭ II. 1683 Anna Maria Deutz († 1713). Aus Ehe II. stammen folgende Kinder:
    - Ferdinand Joseph Rensing (1685–1764), kurkölnischer Hofrat, Schultheiß und Rheinkommissar zu Kaiserswerth, begraben in Kalkum
    - Johann Christoph Joseph Rensing (1687–1766), Kanoniker zu Köln
    - Maria Theresia Rensing († 1763 im Alter von 71 Jahren), Geistliche zu St. Ursula in Köln
    - Joseph Clemens Rensing (* 1688)

  - Anna Catharina Rensing (1629–1635)
  - Fridericus Rensing (* 1630)
  - Johanna Maria Rensing (* 1632) ⚭ Petrus Schulteßen
  - Wilhelm Albert Rensing (* 1634)
  - Angela Rensing
  - Anna Gertrud Rensing (* 1636)
  - Adolph Rensing (1637–1640)
  - Maria Elisabeth Rensing (* 1639) ⚭ Anton Robertz, kurpfälzischer Geheimrat
  - Ferdinand von Rensing (1641–1702) ⚭ I. Maria Catharina Francken-Sierstorpff († 1682), Tochter von Theodor von Francken-Sierstorpff und Clara von Cronenberg; ⚭ II. 1684 Maria Clara von Cloodt († 1708). Sie hatten drei Kinder:
    - Anna Maria Rensing (* 1672), jung verstorben
    - Joannes Rensing (* 1674) jung verstorben
    - Maria Elisabeth von Rensing (1689–1747) ⚭ 1705 Johann Caspar zum Pütz († 1722), Kölner Ratsherr

  - Theodora Christine Rensing (1643–1718), Geistliche zu St. Gertrud in Köln
  - Sohn (*/† 1646)

Am 9. Mai 1706 wurde Franz Heinrich von Rensing, Ritter des Heiligen Grabes zu Jerusalem, kaiserlicher Jägereiintendant, mit dem Prädikat „Wohlgeboren“ in den Freiherrenstand für das Reich und die Erblande erhoben. Gleichzeitig verlieh man ihm die Lehenberechtigung sowie das Recht, im Falle des Absterbens zu adoptieren.

## Persönlichkeiten
- Johann Arnold Rensing, 1520 Bürgermeister zu Dorsten
- Wilhelm Rensing der Ältere († 1564), 1550–1560 Bürgermeister zu Dorsten
- Vincenz von Rensing (1555–1626), kurkölnischer Statthalter im Vest Recklinghausen

## Wappen
Blasonierung des Stammwappens
In Silber eine rote Hausmarke (schrägrechts gelegter Doppelhaken (Wolfsangel) von zwei einfachen Haken ((Steinmetz-)Keilen) senkrecht überlegt). Auf dem Helm mit rot-silbernen Helmdecken die Hausmarke vom Schild zwischen einem offenen silbernen Flug. Alternativ sind Schild und Flug golden, die Hausmarke schwarz und die Helmdecken schwarz-golden.
Blasonierung des Freiherrenwappens (1706)
Goldener Schild, der auf einem roten Krückenkreuz liegt. Im Schild ein schwarzer Adler, der mit einem goldgekrönten blauen Schild belegt ist, in welchem zwei silberne Keile aufrecht nebeneinander stehen, die von einer schrägrechts liegenden Wolfsangel überzogen sind. Zwei gekrönte Helme: L. mit rot-silbernen Decken zwei silberne Büffelhörner mit roter Mündung, dazwischen ein rotes goldgekröntes Krückenkreuz, in jedem Winkel von einem kleinen roten Kreuzchen begleitet; II. mit blau-silbernen Decken zwischen einem offenen von Gold und Schwarz geteilten Flug der goldgekrönte blaue Schild mit Keilen und Wolfangel. Als Schildhalter zwei einwärtssehende goldene Löwen auf grünem Grund.

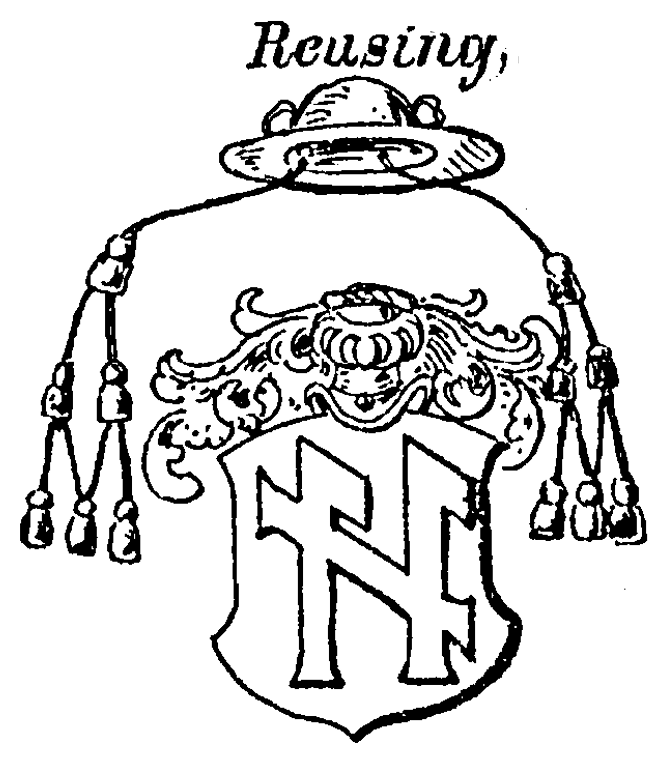
Wappen des Domherren Albert Rensing († 1664) in Siebmachers Wappenbuch (hier fälschlicherweise Reusing)
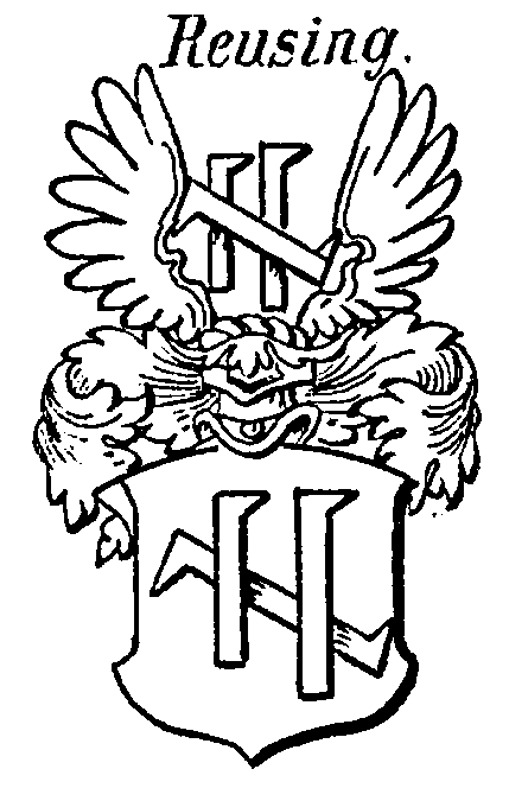
Wappen des Gerhard Rensing († 1713) (= Stammwappen der Rensing) in Siebmachers Wappenbuch (hier fälschlicherweise Reusing)
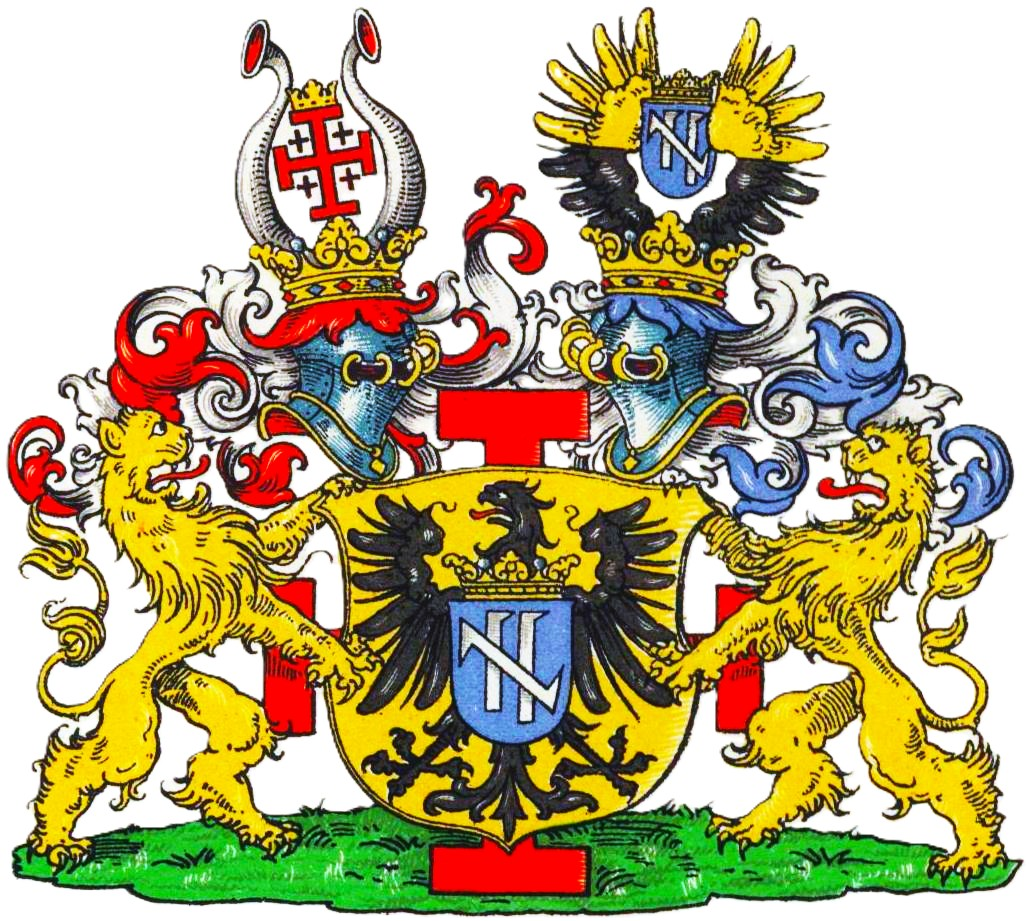
Wappen der Freiherren von Rensing (1706) im Wappenbuch des Westfälischen Adels